# Holmy Pomeranceva
Die Holmy Pomeranceva (englische Transkription von russisch Холмы Померанцева Cholmy Pomeranzewa) sind eine Gruppe von Hügeln in der antarktischen Ross Dependency. In den Churchill Mountains ragen sie nordöstlich des Mount Blick auf.
Russische Wissenschaftler benannten sie. Der Namensgeber ist nicht überliefert.